# 吉岡華堂
吉岡 華堂（よしおか かどう、1874年(明治7年）7月‐1917年(大正6年）2月27日）は明治時代から大正時代にかけての日本画家。

## 略歴
京都市中京区油小路通錦小路に生まれた。名は才之助。字は子道。始めは岸竹堂に師事し、竹堂の没後は竹内栖鳳に学び、さらに1902年(明治35年）の上京後は寺崎広業門となった。南北両派の画法を修めて山水、人物、花鳥を徳意として文展などにおいて活躍した。1893年（明治26年）4月の日本青年絵画協会第2回絵画共進会に作品を出品した。

## 作品
- 「秋の林」 紙本着色 六曲一双 1916年（大正5年） 吉祥寺（文京区）所蔵